# مايجاريس

بلدية مايجاريس (بالإسبانية: Mijares)‏, هي إحدى بلديات مقاطعة آبلة التي تقع ضمن حدود منطقة قشتالة وليون وسط إسبانيا.
يبلغ عدد سكانها 933 نسمة وفقاً لإحصائية سنة (2002).